# Вірджинія Паттон
Вірджинія Енн Марі Паттон Мосс (нар. 25 червня 1925 — пом. 18 серпня 2022) — американська акторка. Після появи в кількох фільмах на початку 1940-х років вона отримала найвідомішу роль у своїй кар'єрі Рут Дакін Бейлі у фільмі Френка Капри «Це дивовижне життя» (1946). У 1949 році Паттон залишила акторську кар'єру, а її останньою роботою стала роль у фільмі «Лакі Стіфф» (1949).

## Раннє життя
Паттон народилася в Клівленді, штат Огайо, 25 червня 1925 року в родині Марі (уродженої Кейн) і Дональда Паттонів. Вона виросла в рідному місті свого батька Портленді, штат Орегон, куди родина переїхала, коли вона була немовлям. Вона — племінниця генерала Джорджа Сміта Паттона. Паттон закінчила середню школу Джефферсона в Портленді, а потім переїхала в Лос-Анджелес, штат Каліфорнія, де закінчила Університет Південної Каліфорнії (УПК). Також вона здобула освіту в Університеті Мічигану.

## Кар'єра
Ще студенткою УПК Паттон ходила на прослуховування як акторка. Під час навчання в коледжі вона співпрацювала зі сценаристом Вільямом Демілем. У неї було кілька незначних появ у фільмах, перш ніж вона отримала роль Рут Дейкін Бейлі, дружини молодшого брата Джорджа Бейлі Гаррі, у фільмі Капри «Це дивовижне життя» (1946).
Хоча Капра не знав Паттон особисто, вона прочитала слова ролі для нього, і він підписав з нею контракт. Пізніше Паттон сказала, що вона була єдиною дівчиною, з якою знаменитий режисер коли-небудь підписував контракти за всю його кар'єру. Паттон часто давала інтерв'ю про «Це дивовижне життя».
Паттон знялася лише у чотирьох фільмах після стрічки «Це дивовижне життя», включно з її першою головною роллю у вестерні «Чорний орел» (1948). Вона з'явилася в драмі «Палаючий хрест» (1946), фільмі про ветерана Другої світової війни, який після повернення до рідного міста вступає в конфлікт з Ку-клукс-кланом.

## Особисте життя
Паттон біла одружена з керівником в автомобільній промисловості Крузом В. Моссом з 1949 року до його смерті у 2018 році. Наприкінці 1940-х років вона кинула акторську діяльність. Родина переїхала в Анн-Арборі, Мічиган, де Паттон обіймала посаду доцента художнього музею Університету Мічигану.
Паттон померла 18 серпня 2022 року у віці 97 років. Вона була останньою дорослою акторкою фільму «Це дивовижне життя».

## Фільмографія
| Рік  |    | Українська назва      | Оригінальна назва          | Роль                         |
| ---- | -- | --------------------- | -------------------------- | ---------------------------- |
| 1943 | ф  | Дякую щасливим зіркам | Thank Your Lucky Stars     | Дівчина в номері Енн Шерідан |
| 1943 | ф  | Старий знайомий       | Old Acquaintance           | Студентка                    |
| 1944 | кф | Ревіння гармат        | Roaring Guns               | Карен Ферріс                 |
| 1944 | кф | Дідусеві дурниці      | Grandfather's Follies      |                              |
| 1944 | ф  | Джені                 | Janie                      | Керрі Лу                     |
| 1944 | ф  | Остання поїздка       | The Last Ride              | Гейзел Дейл                  |
| 1944 | ф  | Голлівудська їдальня  | Hollywood Canteen          | Молодша господиня            |
| 1945 | ф  | Опівночі сурмить ріг  | The Horn Blows at Midnight | Дівчина на вечірці           |
| 1946 | ф  | Каньйон Пасаж         | Canyon Passage             | Ліза Стоун/Бартлетт          |
| 1946 | ф  | Ніхто не живе вічно   | Nobody Lives Forever       | Операторка                   |
| 1946 | ф  | Це дивовижне життя    | It's a Wonderful Life      | Рут Декін Бейлі              |
| 1947 | ф  | Палаючий хрест        | The Burning Cross          | Доріс Грін                   |
| 1947 | ф  | Подвійне життя        | A Double Life              | Актриса                      |
| 1948 | ф  | Чорний орел           | Джинні Лонг                | Джинні Лонг                  |
| 1949 | ф  | Лакі Стіфф            | The Lucky Stiff            | Міллі Дейл                   |